# 坦尚尼亞薯條蛋餅
坦尚尼亞薯條蛋餅（亦称）是坦桑尼亚的一種街頭食品，主要材料是马铃薯和鸡蛋。薯條或厚薯片可預先炸好備用，製作此料理時再將薯條加熱，並把蛋汁澆淋到薯條上以做成蛋餅。可搭配番茄醬食用。